# 石の骨
『石の骨』（いしのほね）は、松本清張の短編小説。『別冊文藝春秋』1955年10月号に掲載され、1956年11月に短編集『風雪』収録の1編として、角川書店より刊行された。

## あらすじ
己（おれ）が考古学者の「故宇津木欽造先生記念碑除幕式」に出席すると、除幕式の委員長であり学界の元老の水田博士が近づく。宇津木先生は学歴は不規則であったにもかかわらず一時はT大の教授となったが、陰謀にも等しい手段でT大から追放された。それはT大の岡崎滋夫の論文審査の件で、大学は竹中雄一郎教授を以て主査とし、岡崎の不備な論文を審査し、同意せよと請求したため、先生は辞表を提出した。
三十年近い昔のこと、己は地方の中学校に奉職し、弥生式土器や銅鐸などの研究をしていたが、洪積層の断崖をなす海岸の砂浜から偶然に拾いあげた、旧象の臼歯の化石破片を手にした時から、旧石器時代の研究に情熱が向かい、希望が野心に変わった。その崖の土砂崩れから人間の左側の腰骨片を発見し、まさしく化石人類の遺骸であると知った。旧石器時代は大陸や欧州にはあるが、日本にはまだ認められないというのが、学界の定説であった。その説がいま覆されるかもわからないと、己は心臓も手足も慄えた。
己はその化石骨を持って上京し、鑑定を請うためにT大の人類学教室の岡崎博士を訪ねた。岡崎は「たいへんなものを発掘しましたなあ」と驚愕を顔に出した。ところが一ヵ月も過ぎたころ、T大から化石が送りかえされたが、同封の手紙には「遺憾ばがら積極的に旧石器時代の人骨とは認定しがたく候」と書かれていた。
己が岡崎博士の否定の実際の理由らしきものに突きあたったのは、それから数年後だった。あの化石骨がまだ岡崎博士のところに置かれている間、人類学界の権威である竹中博士がある日ぶらりと現われ、「どうも田舎の中学校の先生などが知ったかぶりでつまらんことを書くから困るね。君、日本に旧石器時代があったなどという大問題がそんな人に簡単にわかってたまるものかね。そんな標本なんかいいかげんなものだよ」と苦りきった顔色で岡崎博士を圧迫した。岡崎博士は恩人に従うほかはなかった。
そのときから二十年以上、苦しい道を歩いた。学問の苦しみに東京に移っての生活の難儀が加わった。今の大学の講師となり、ようやく生活に安定らしいものを得たが、己の言う日本旧石器時代説を学界は冷笑した。わずかな収穫でも、それを手がかりとして日本旧石器時代の推論を組み立てたが、「黒瀬の理論は独断すぎる」と言うのであった。やがて戦争がはじまり、大空襲によって、腰骨の化石標本は焼けて灰になった。
終戦後の不自由な中で、各地を歩き、信念を捨てなかったある日、T大の水田博士から手紙がきた。二十数年前に発見したあの腰骨化石について、今ごろどんな話があるのかと、目隠しされたような気持で訪問すると、T大の標本室の整理棚から、岡崎博士がとっていた腰骨化石の石膏型が出て、それで研究してみると水田は言った。しばらくして「洪積世人類の遺骨と認めます。ついては学界に発表して私が命名します。かまいませんね」と連絡が来た。妻のふみ子は急性肺炎で脳症を起こし意識が混濁していたが、「おい、石の骨が認められたよ」と言った。それが通じたように「うれしいわ」と返事をしたが、己はふみ子をその年に喪った。
水田博士は決定的な頭蓋骨を得るべく、腰骨化石の出た海岸でT大人類学教室の手により発掘する申請を出した。しかし、己は発掘班に加えられることなく、口を出す権利はなかった。発掘からは一物もめぼしい遺物は出なかった。それまで発掘を見守っていた学界の一部は、結果を知って、それみたことかとわらったに違いなかった。

## モデルと目される人物
本作はフィクションであり、時系列や設定など、実在の人物とは異なる虚構が含まれている。
- 黒津 - 直良信夫
- 水田嘉幸 - 長谷部言人
- 宇津木欽造 - 鳥居龍蔵
- 竹中雄一郎 - 小金井良精
- 岡崎滋夫 - 松村瞭
- 小寺 - 藤井健次郎
- ふみ子 - 直良音
- 多恵子 - 直良三樹子
- 隆一郎 - 直良博人

## エピソード
- 著者は本作を書く前年の1954年11月頃に、考古学者の森本六爾を取材するために、森本と親しかった直良信夫のもとを訪れたとされているが、考古学者の春成秀爾は、本小説末尾の「くりかえして言うけれども」以下の文章が、直良が1954年に上梓した『日本旧石器時代の研究』中の文章[1]と共通する文意であることを指摘し「直良は清張に思いのたけを洗いざらいぶちまけたようである」と述べている[2]。
- 小金井良精がモデルと目される竹中雄一郎が黒津について冷酷に述べる場面[3]について、春成秀爾は「黒津つまり直良の憶測か、そうでなければ清張のフィクションであろう」と述べ、実際の小金井には直良への悪意はなく、当時小金井と松村瞭が意識していたのはむしろ、当時京都人類学研究会を結成し、日本で旧石器時代の人類化石を探そうと考えていた京都大学の研究者たちであったように思えると、春成は推測している[2]。なおノンフィクションライターの最相葉月は、竹中の設定について、権威を嫌う松本清張らしい設定といえようが、（小金井の孫にあたる）星新一は、小説とはいえ「あまりに事実と違う」「清張だけは許せない」と憤りを隠さなかったと記している[4]。
- 2009年に本作の取材ノートが北九州市立松本清張記念館で公開された[5]。